# Pablo Quandt
Pablo Quandt (n. Santa Marta, Magdalena, Colombia; 14 de mayo de 1985) es un futbolista colombiano de ascendencia alemana. Juega de delantero y su equipo actual es el Unión Magdalena de la Categoría Primera B Colombiana.

## Clubes
| Club               | País        | Año           |
| ------------------ | ----------- | ------------- |
| Unión Magdalena    | Colombia    | 2004 - 2008   |
| Patriotas F. C.    | Colombia    | 2009          |
| Unión Magdalena    | Colombia    | 2010          |
| Club Deportivo FAS | El Salvador | 2010          |
| Unión Magdalena    | Colombia    | 2011-presente |